# Монтагуто
Монтагуто (итал. Montaguto) — коммуна в Италии, располагается в регионе Кампания, в провинции Авеллино.
Население составляет 545 человек (2008 г.), плотность населения составляет 30 чел./км². Занимает площадь 18 км². Почтовый индекс — 83030. Телефонный код — 0825.
Покровителями коммуны почитаются Пресвятая Богородица (Madonna di Valleverde), празднование в первое воскресение сентября, и святой Крискент.

## Демография
Динамика населения:

## Администрация коммуны
- Официальный сайт: https://archive.today/20120301042146/http://montaguto.asmenet.it/